# Planetario (álbum)
Planetario es el nombre del noveno álbum de estudio del grupo de rock argentino Enanitos Verdes que salió a la venta el 9 de diciembre de 1997 bajo la discográfica EMI. Este álbum fue poco difundido así que no sonó mucho en su momento y no tuvo tampoco algún sencillo.

## Lista de canciones
| Planetario |                               |                                                  |          |  |
| N.º        | Título                        | Escritor(es)                                     | Duración |  |
| 1.         | «Carmencita»                  | (Marciano Cantero/Felipe Staiti)                 | 3:37     |  |
| 2.         | «Es tan fácil»                | (Cantero/Staiti)                                 | 3:42     |  |
| 3.         | «Una absurda canción de amor» | (Cantero/Staiti)                                 | 5:02     |  |
| 4.         | «Tibio corazón»               | (Cantero/Staiti/Javier Calamaro/Daniel Leonetti) | 4:00     |  |
| 5.         | «Vivir sin tu amor»           | (Cantero/Staiti)                                 | 5:03     |  |
| 6.         | «Ganar»                       | (Cantero/Staiti)                                 | 4:49     |  |
| 7.         | «Decir que sí, decir que no»  | (Cantero/Daniel Piccolo/Staiti)                  | 4:04     |  |
| 8.         | «Mil historias»               | (Cantero/Staiti)                                 | 3:36     |  |
| 9.         | «El puñal»                    | (Cantero/Staiti)                                 | 3:27     |  |
| 10.        | «Tan solo un instante»        | (Cantero/Staiti)                                 | 3:25     |  |
| 11.        | «Cables sueltos»              | (Cantero/Piccolo/Staiti)                         | 3:58     |  |